# Ballenyöarna

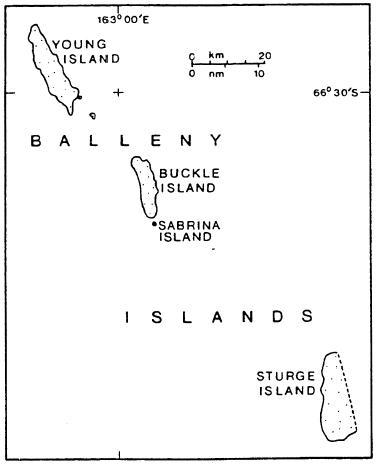
Ballenyöarna

Ballenyöarna (engelska Balleny Islands) är en ögrupp utanför Antarktis söder om Nya Zeeland. Nya Zeeland gör anspråk på området och det ingår i Ross Dependency.

## Geografi
Området består av tre öområden med en area av cirka 400 km² med den högsta höjden Brown Peak på Sturgeön med 1 524 meter över havet. Öarna är vulkanöar och täcks till 95 % av glaciär.
- Youngön med cirka 5 mindre öar
- Buckleön med cirka 5 mindre öar
- Sturgeön

## Historia
Området upptäcktes 1839 av de engelska sjöfararna John Balleny och Thomas Freeman. Freeman blev den 9 februari 1839 den första att landstiga på området.